# Fotografins historia
Fotografins historia börjar på 1800-talet, men det var äldre uppfinningar som camera obscuran och kemiska upptäckter som möjliggjorde fotografins uppfinning. Därmed har fotografins teknik anor i såväl antiken som medeltiden.

## Förhistoria

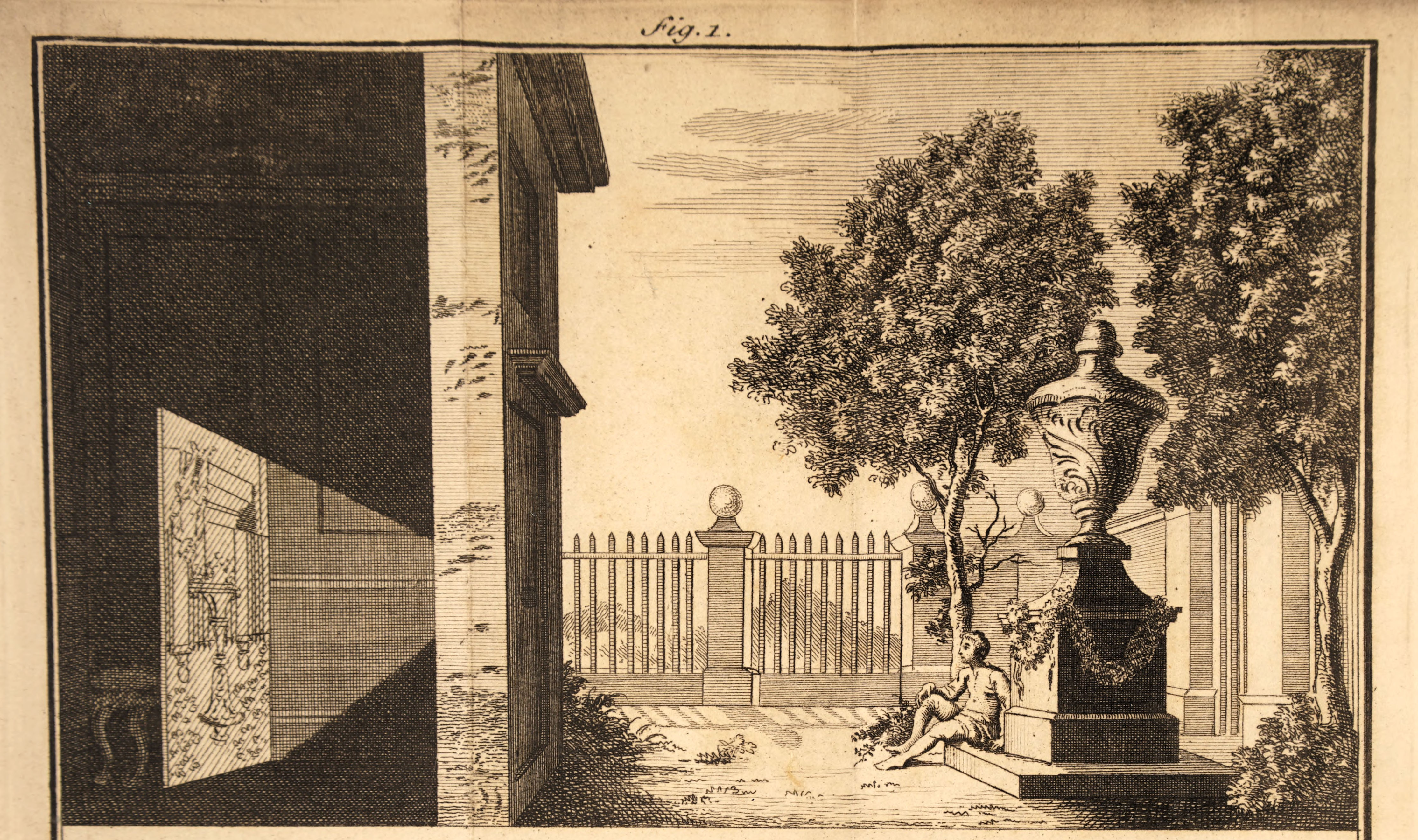
Illustration av en camera obscura från 1752 ur boken A short account of the eye and nature of vision. Chiefly designed to illustrate the use and advantage of spectacles av James Ayscough.

Kameran har sin ursprung i camera obscura-principen som var känt redan under antiken. Sedan renässansen har konstnärer och arkitekter använt sig av hjälpmedel baserad på detta princip i form av bärbara lådor som kallades även för ritkameror eller hålkameror. Genom ett litet hål i en av lådans väggar, som annars är mörklagd, släpps in ljus. På motsatta väggen i lådan avbildas sedan omgivningen spegelvänt och uppochnedvänt.
Huvudproblemet var att fånga och bevara bilden. På 1300-talet upptäcktes silvernitrat och på 1500-talet silverklorid. Att silversalter kunde svärtas av ljus upptäcktes på 1700-talet, bland annat av syrets upptäckare, Stralsundsonen och apotekaren i Köping, Carl Wilhelm Scheele. Detta ligger till grund för fotografi på plåt, glas, nitratcelluloid och även papper. I olika experiment kunde man fånga bilder med hjälp av silversalternas kemisk reaktion på ljus. 1727 gjorde tysken Johann Heinrich Schulze bilder i saltet genom att placera det bakom en schablon av svart papper. Liknande experiment utfördes 1777 av Carl Wilhelm Scheele som kunde visa att silverklorid var känsligt för blått och violett ljus men inte för gult, grönt och rött. Scheele kunde även påvisa att silverklorid var lösligt i ammoniak och därmed funnit första fixermedlet, även om han inte kände till det. Den brittiske keramikern Thomas Wedgwood kopierade växter och insektsvingar på papper impregnerat med silvernitrat. Han försökte även få fram bilder genom att exponera papperet genom en camera obscura, men lyckades på grund av den långa exponeringstiden inte få fram annat än suddiga exponeringar. Kemisten Humphry Davy gjorde liknande försök med klorsilver och lyckades göra mikrofotografier i solmikroskop. De publicerade 1802 gemensamt sina resultat.

## Fotografins introduktion (1800-talet)
På 1800-talet ledde en rad uppfinningar runt om i världen till att fotografin gick från flera timmars framställningstid och ett behov av omfattande kunskap i kemi för den som försökte ta ett foto till att det blev en användbar teknik för en större användargrupp. Samtidigt pågick en intensiv publik debatt om fotografin kunde anses som konst eller om det blott skulle anses vara ett hantverk. Det främsta argumentet för det sistnämnda var att en del ansåg fotografier som en ren avbildning av verkligheten, utan individuell särprägel. Debatten har bland annat lämnat sitt avtryck i svenska lagen om upphovsrätt.

### De första fotografierna
En utmaning i de tidiga experiment med silversalter var att stoppa svartnandet. Så länge ljuset föll på silversaltet fortsatt processen. Det äldsta idag bevarade fotografiet (Utsikt från fönstret i Le Gras) producerades 1826 av Joseph Nicéphore Niépce. Det är resultatet av hans upptäckt år 1814 att bilden kunde fixeras med hjälp av en undersvavelsyrlig natronlösning.

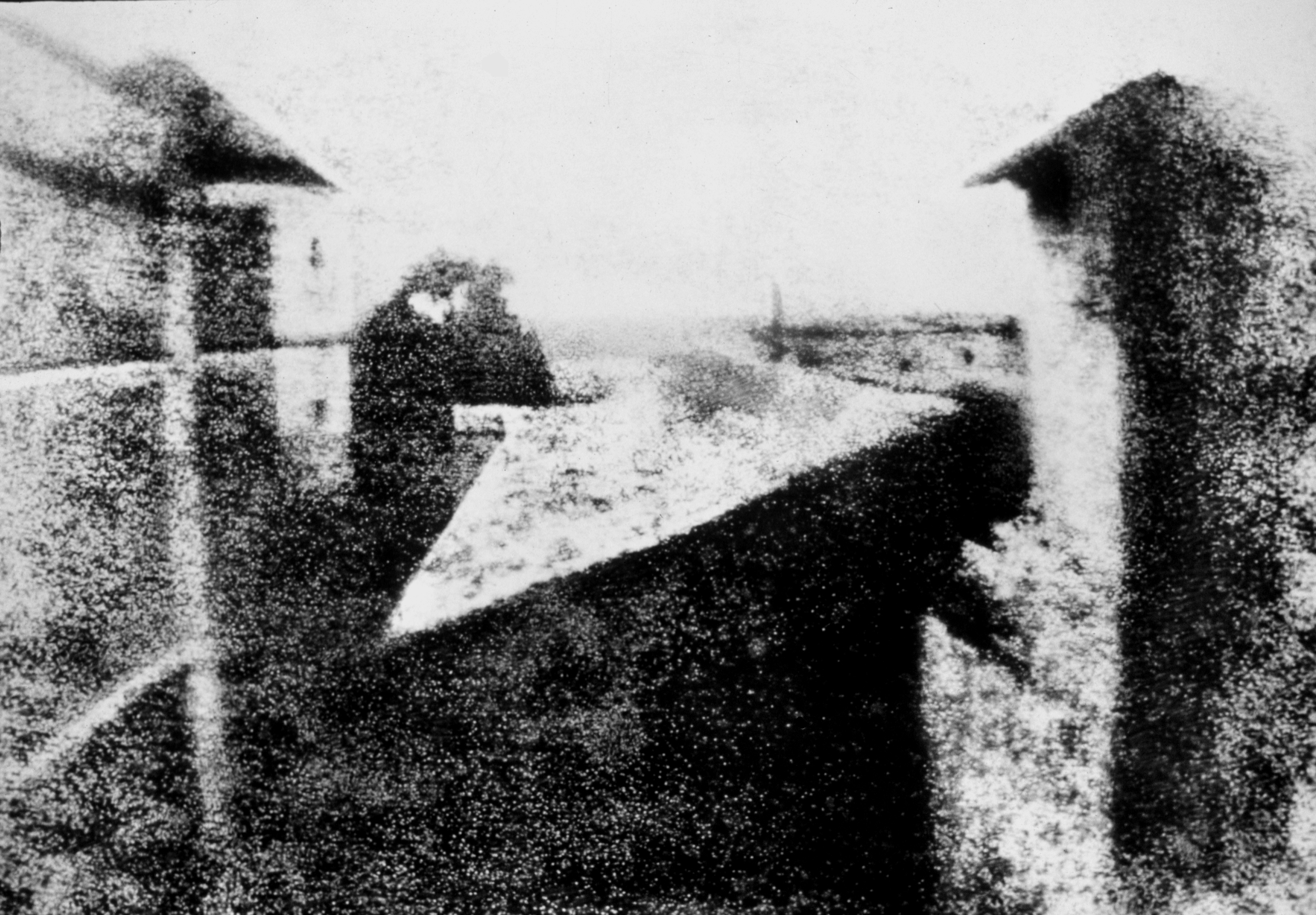
Utsikt från fönstret i Le Gras, taget 1826 av Nicéphore Niépce. Bilden krävde en exponeringstid på åtta timmar, vilket medförde att byggnaderna på den otydliga bilden blev belysta från två håll.
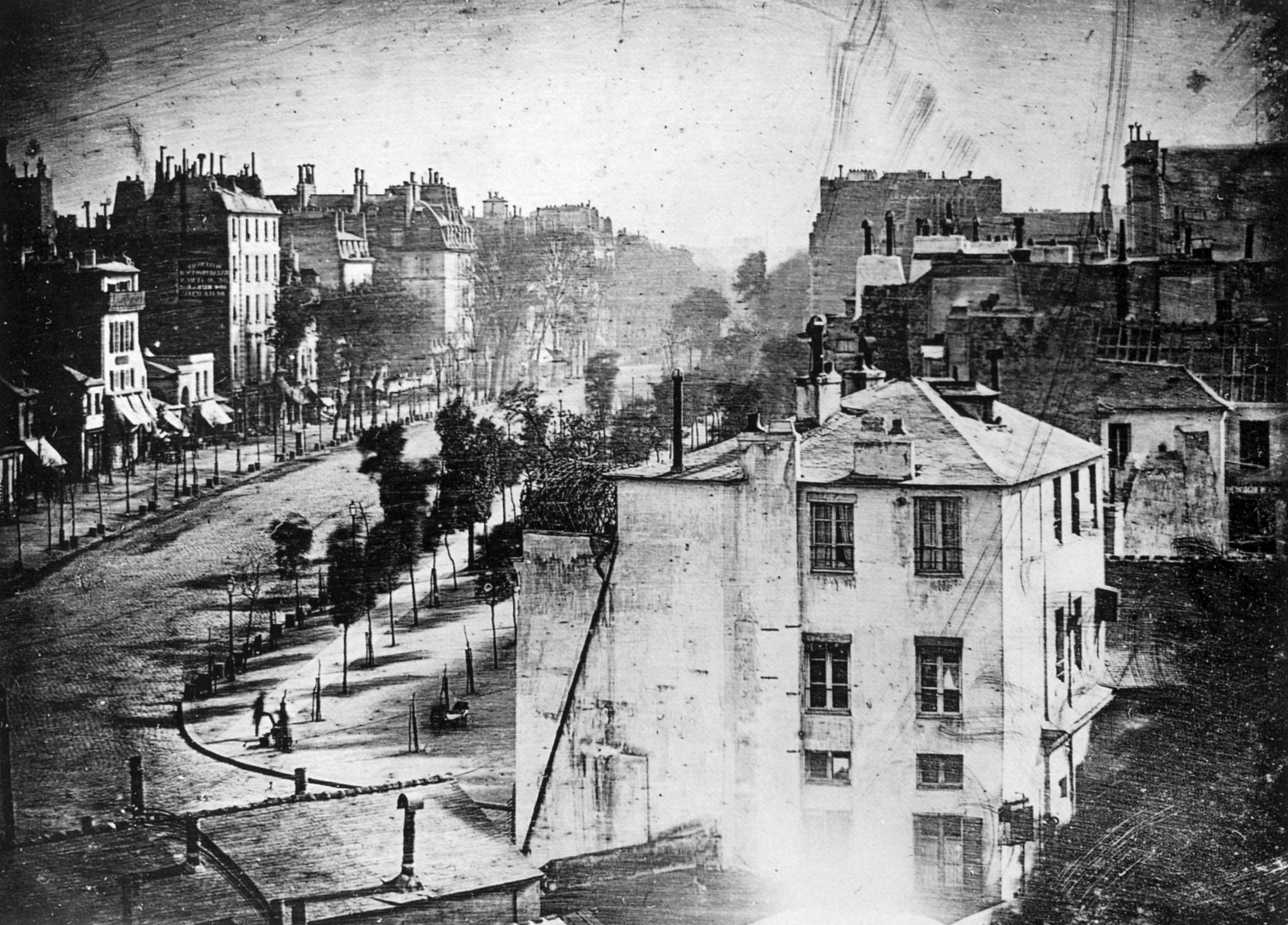
Boulevard du Temple i Paris, 1838, av Louis Daguerre.
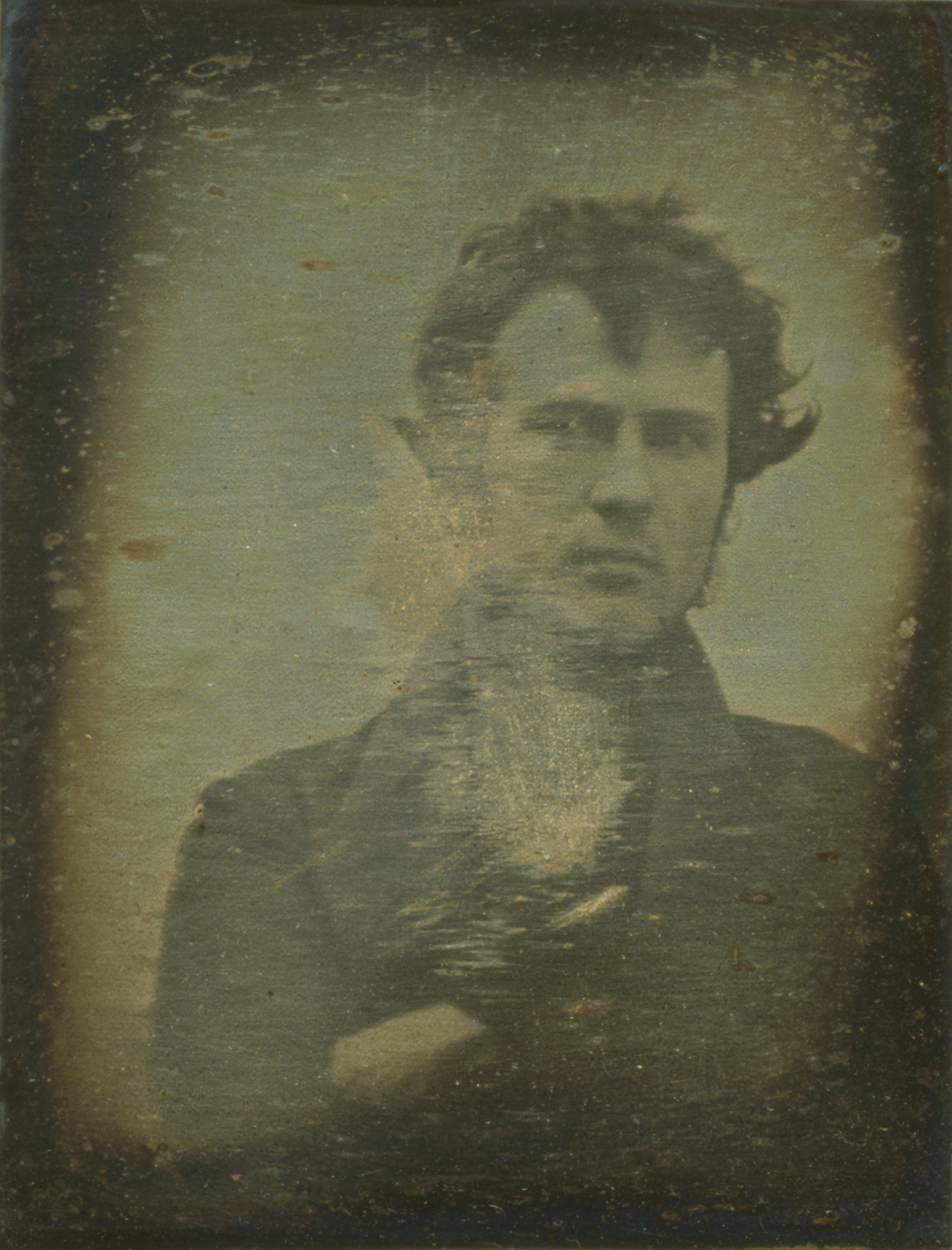
Robert Cornelius självporträtt från 1839 som är det äldsta kända fotografiska porträttet i USA.

### Daguerreotypi (1839 till 1850-tal)

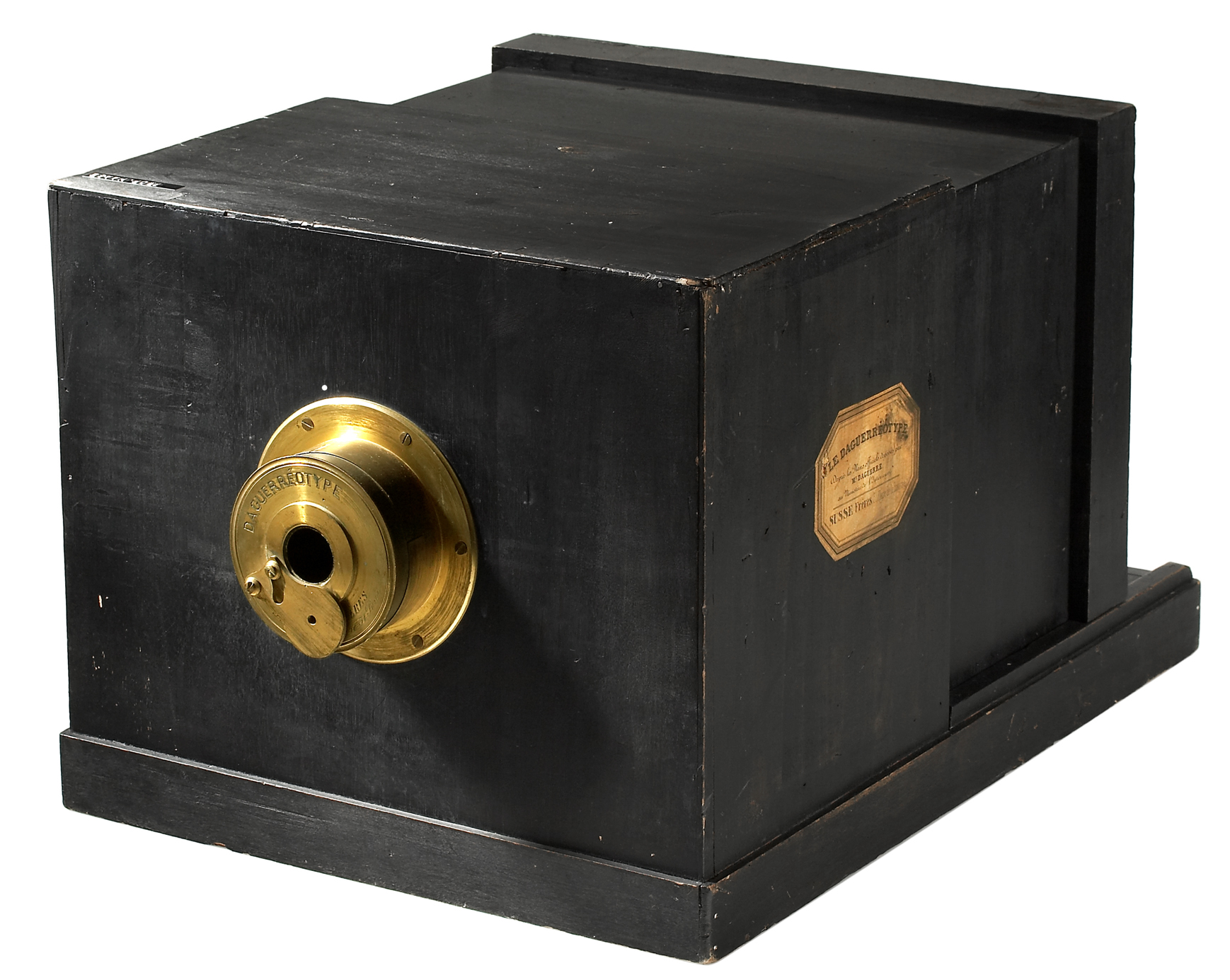
Dagerrotypkamera från 1839.

1839 anses som året för fotografins officiella introduktion när Louis Daguerre presenterade daguerreotypin för Franska akademin. Uppfinningen släpptes fritt av franska staten som "en gåva till världen". Uppfinningen var ett resultat av Daguerres samarbete med Niépce från och med år 1829.
Daguerreotypin var den första fotografiska teknik som blev kommersiellt framgångsrik. Den består av en kopparplåt med en silverbelagd yta, som preparerades med jod och framkallades i kvicksilverånga. Daguerreotypin är egentligen en negativ bild, men den blir positiv när den reflekteras mot en mörk bakgrund och ses från sidan. Daguerreotypin var alltså ett positivt spegelvänt bildsystem. Framställningstiden var avsevärt kortare än vid Niépces process; under en serie demonstrationer år 1839 levererades en färdig bild på mindre än 1½ timme. Med införandet av de ljusstarka objektiv som 1840 uppfanns av Josef Maximilian Petzval kunde exponeringstiden ytterligare förkortas.

Daguerreotyp av Magnus Brahe (1790–1844), tagen år 1844.

I Sverige rapporterade Aftonbladet den 30 januari 1839 om uppfinningen i en artikel med rubriken "Blandade ämnen":
"Den afser verkligen ingenting mindre än konsten, att utan stift, penna eller pensel, utan den minsta handens rörelse, aftekna ett landskap endast derigenom att man en 8 till 10 minuter låter dess bild afspegla sig på ett stycke framlagdt papper."
Daguerreotypin blev snabbt populär och den nyskapade yrkeskåren fotograferna spred sig snabbt från Paris till världens storstäder. I Sverige ställdes en daguerreotyp ut för första gången i februari 1840 på Stockholms slott. Samma år började första två svenska daguerrotypister sitt arbete, Georg Albert Müller och Ulrik Emanuel Mannerhjerta. Sveriges första yrkesfotograf var löjtnanten Lars Jesper Benzelstjerna som reste runt om i landet, främst för att visa upp tekniken, fotoutrustningen och "daguerreotyp-vuer". Sveriges första fotohandlare blev Adolf Bonnier som importerade fotografisk utrustning från Frankrike. Den största ekonomiska framgångsfaktorn för daguerreotypin blev porträttfotografi. 1841öppnade Johan Adolf Sevén Sveriges första porträttateljé i Stockholm som snabbt blev väldigt populär. Huvudstaden blev ett centrum för fotografiutvecklingen, men även i några andra städer etablerades fasta ateljéer på 1840-talet, som till exempel Amalie Molanders porträttateljé i Halmstad år 1848 och Brita Sofia Hesselius i Karlstad år 1851. I början var det vanligt i Sverige att daguerreotypisterna, även från utomlands, reste runt genom landet till större städer och landsorter och tog porträtt på beställning. Först när ateljéerna etablerades blev gestaltningen av bakgrunder och omgivning mer elaborerad. För de resande daguerreotypisterna var det helt enkelt omöjligt att utöver den omfattande och känsliga utrustningen även föra med sig dekoration. Delvis kolorerades daguerreotyperna i efterhand. Porträttdaguerreotyperna slog hårt mot det avsevärt dyrare och tidskrävande porträttmåleriet. Ändå var priset per daguerreotyp fortfarande så pass högt att bara de högre samhällsklasserna hade råd med ett porträtt.
Daguerreotypi uppmärksammades också i forskningssammanhang, bland annat för att dokumentera fornlämningar, landskap, slöjd och naturvetenskapliga experiment. Den praktiska användningsgraden var dock låg.

### Kalotypi (1840-tal)

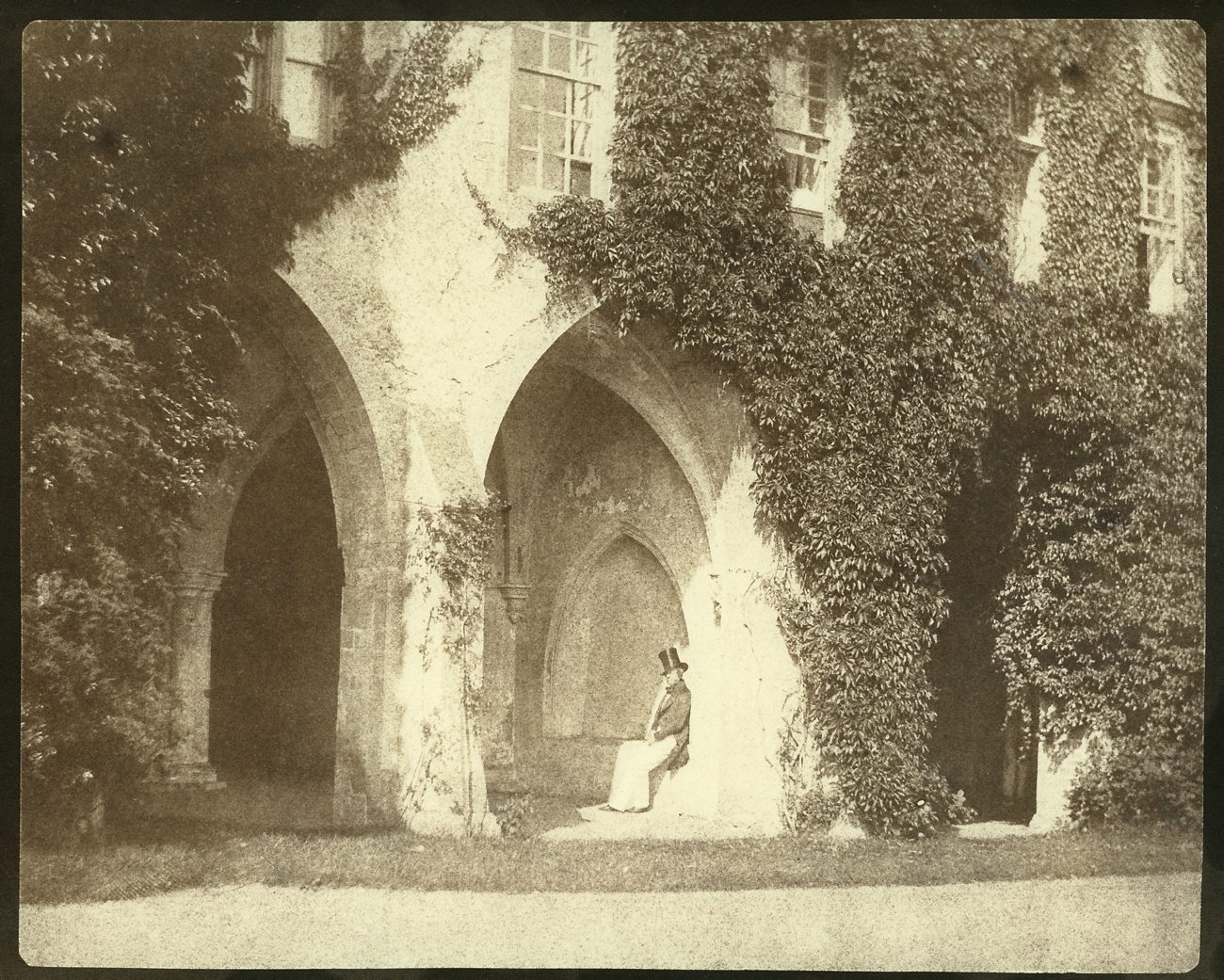
Kyrkoherden Calvert R. Jones vid Lacock Abbey, kalotyp tagen i september 1845.

William Henry Fox Talbot anses vara grundare av den moderna fotografin i betydelsen att från ett negativ framställa flera papperspositiv.
Kalotypi var namnet på negativ/positiv-processen, som han introducerade 1841. Istället för kopparplåten, som användes i daguerreotypin, utgick denna teknik från en tunn pappersnegativ. Från denna kunde man ta fram flera positivkopior på ett så kallat saltpapper. Under många år existerade daguerreotypin och kalotypin jämsides. Möjligheten att göra flera kopior med kalotypi-processen var en stor förbättring. Talbot höll dock hårt på sitt patent och krävde upphovsrätten till alla bilder tagna med hans teknik, samtidigt som daguerrotypin var fritt tillgänglig, vilket gjorde att hans teknik aldrig kom att få någon större spridning.

### Kollodium och negativ på våtplåtar (1851 till 1880-tal)
1851 började en ny era i fotografin då våtkollodion-processen presenterades av Frederick Scott Archer. Han upptäckte att man kunde använda sig av bindemedlet kollodium som innehåller eter, alkohol och cellulosanitrat i fotografiprocessen. Denna upptäckt la grunden för flera olika former av fotografi. Samma år visade Niepce de S:t Victor att glasplåtar kunde användas som underlag för ett ljuskänsligt skikt av silversalter. Processen omfattade flera steg. Först fick fotografen hälla ut kollodium på en glatt yta, till exempel glas eller bleckplåt, för att sedan sänka ned bärarmaterialet i en behållare med silversalter. Dessa fästade som ett tunt skikt på plåten. Fotografen fick nu agera snabbt, i och med att man var tvungen att exponera den i kameran och framkalla bilden innan plåten torkade. Annars förlorade skiktet med silversalterna sin ljuskänslighet. Sedan behövde fotografen fixera och torka plåten.
Med hjälp av denna metod fick man ett beständigt negativ och kunde ta fram ett obegränsat antal kopior på papper. Dessutom reducerade metoden exponeringstiderna till mellan två och tre sekunder. En utmaning var att negativet behövde prepareras och framkallas i mörkret. Därför blev mörkerrum från och med 1850-talet en del av fotografernas utrustning och ateljé.

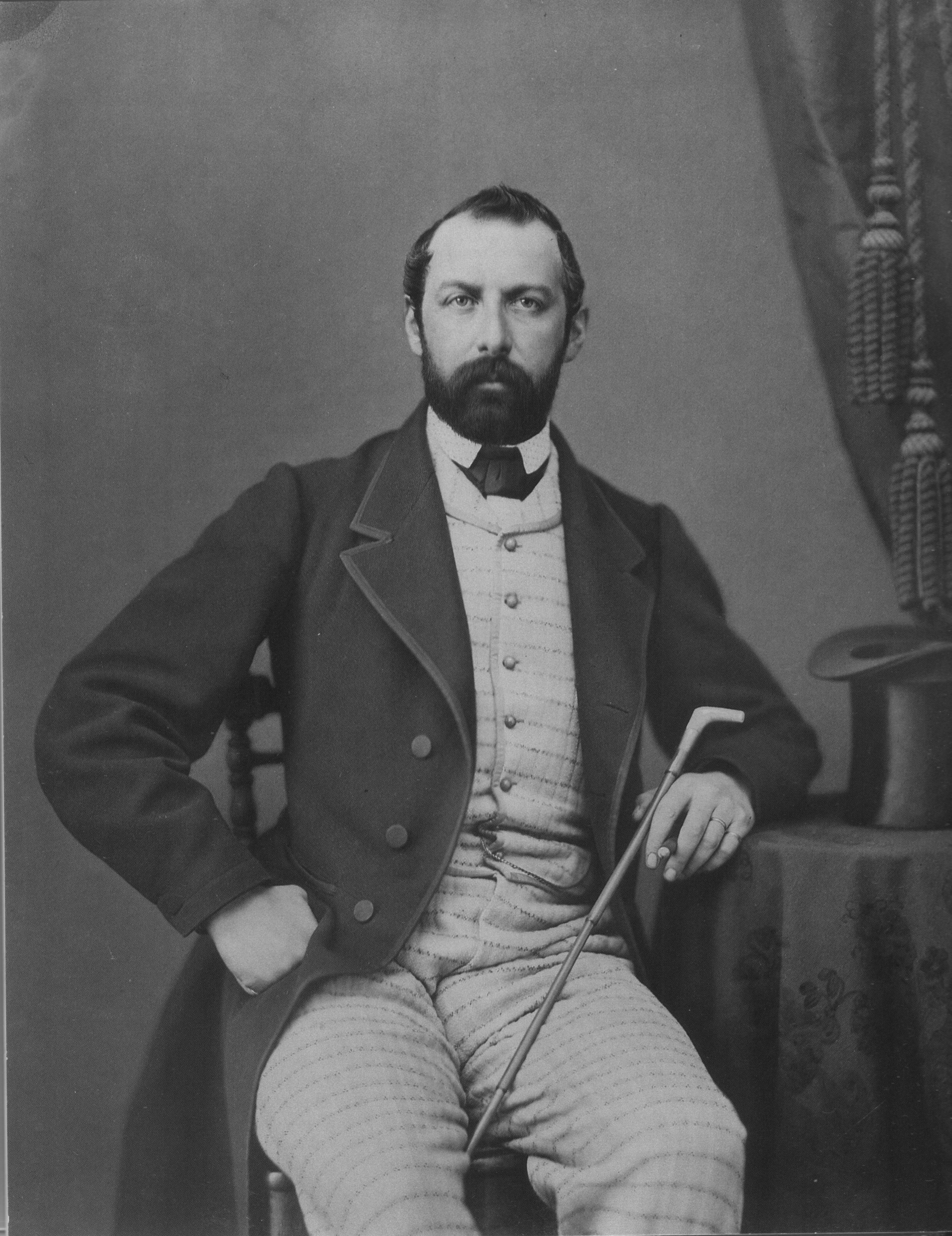
Karl XV, fotograferad av hovfotografen Mathias Hansen.

I Sverige var både daguerreotypi och kollodiumprocessen vanliga på 1850-talet och teknikskiftet till pappersfotografi skedde gradvist under årtiondet. Isaac Cohen, en fotograf som sedan 1846/47 reste till olika svenska städer och senare öppnade en ateljé i Stockholm, var en av de första i Sverige som arbetade med kollodiumprocessen redan år 1852. Det var på mitten av 1850-talet att begreppen fotografi och fotograf blev vanliga, medan det innan dess användes begreppet daguerreotypist för yrkesgruppen. Det var bland annat de kringresande fotografer som använde sig mycket av daguerreotypin, i och med att den andra tekniken alltid krävde tillgång till ett mörkerrum. På andra hälften av 1850-talet började sedan antalet ateljéer i städerna öka stadigt. Priserna för fotografier sjönk och kundkretsen blev allt större. Bara i Stockholm ökade antalet fotografer från två år 1856 till 61 år 1865. Många av dem immigrerade från Tyskland och Danmark.
Av våtplåten resulterade det otroligt populära formatet som kallades för visitkort, foton på kartong i ett 6x9-standardformat. Möjligheten att få flera kopior gjorde det möjligt att sprida sitt eget porträtt till antingen hushåll man besökte (därflör begreppet "carte de visite" eller visitkort) eller familjen och vänner. Dessa porträtt på både samtida kända personer som kungligheter som såldes av ateljéerna och den egna bekantskapskretsen samlades till exempel i passande album. Formatet utlöste en mani och kom att bli en av fotografernas viktigaste inkomstkällor från 1860-talet och fram till tidigt 1900-tal.
Andra format som kollodiumprocessen var grundläggande för var ambrotypen, där glasnegativet monterades mot en svart yta, eller ferrotypen, där bärarmaterialet var en svart bleckplåt istället för en glasplåt.
Världens första flygfoto togs år 1858 av den kända porträttfotografen Felix Nadar och var ett foto över Paris taget från en varmluftsballong.
År 1859 anställdes Sveriges första hovfotograf, Mathias Hansen, som på inbjudan av Karl XV flyttade till Stockholm.

### Negativ på torrplåtar (1870-tal till 1920-talet)
1871 upptäckte doktor Richard Maddox att gelatin kunde användas för att göra emulsion, något som ledde till upptäckten av torrplåtarna 1873, vilka till skillnad från de äldre våtplåtarna kunde användas en längre tid efter att plåtarna preparerats med emulsionen.
Något ersättningsämne för gelatin i den fotografiska processen har ännu inte hittats.
Till fotokopiering användes silverkloridpapper redan av Fox Talbot. 1847 uppfann Louis-Désiré Blanquart-Evrard albuminfotografiet, 1883 introducerade George Eastman silverbromidpappret, och Leo Baekeland gasljuspappret 1889. Kromföreningars ljuskänslighet utnyttjades till pigmentkopiering av Alphonse Poitevin 1859.
Glasplåtarna ersattes av celluloidfilm som utvecklades av bl.a. George Eastman. 
Den tidens film var endast blåkänslig, och det första steget till en film känslig för flera färger togs av Herman Vogel. Nu blev filmen även känslig för grönt ljus och den kallas ortokromatisk film. Sensibiliseringsämnet är anilin som blandas i emulsionen. Framkallningsvätskorna D76 och surt fixersalt är också 1800-talsprodukter.

En variant av fotografi som var mycket populär och massproducerades under slutet av 1800-talet var stereofotografi. Många bildkollektioner och apparater för betraktning har överlevt till vår tid. Betraktning av stereobilder lever vidare i Sawyers Viewmaster, som fortfarande kan köpas i leksaksaffärer.

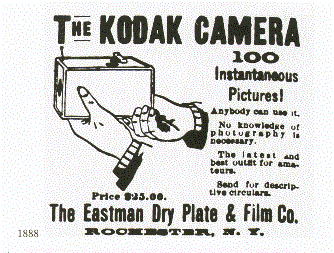
Annons för Kodaks första kamera (1888).

Under 1880-talet blev blixtfotografering möjlig sedan man upptäckt att magnesiumpulver med en tillsats av kaliumklorat kunde fås att hastigt flamma upp under omkring 1/60 sekund.
Det var Eastman Kodak Company som år 1888 gjorde lådkameran populär. ”Tryck på en knapp och vi gör resten” är en slogan som beskriver Kodaks affärsidé. Kodak har alltid varit måttligt intresserade av att göra avancerade kameror. Folkfotografin gjorde sin entré med lådkameran, som med fixfokuslins i lådan och färdigladdad med 100-bilders filmrulle liknade de engångskameror vi kan köpa idag. Det är allmänhetens behov att dokumentera sin egen personliga historia som är fotograferingens största drivkraft.
Fotografering blev en populär sysselsättning. Men man fick vänta till införandet av datorchipen innan Kodak, Agfa och de övriga filmproducenterna också började producera mer avancerade kameror. Bälg- eller plåtkameror kan ställas in för skärpa mellan oändligt och mycket kort avstånd genom att förskjuta objektivet i förhållande till filmplanet. Detta kan göras tack vare bälgen, eller via en gänga på objektivet, vilken ger samma verkan. Detta till skillnad från ”fixfokus”-objektiv som faktiskt bara är ”någorlunda” skarpa från oändlighet till flera meter framför fotografen, men som trots namnet har ett enda fokusavstånd där motivet blir riktigt skarpt.
Yrkesfotograferna använde oftast kameror som hade stort bildformat och laddades med stora glasplåtar. Linsernas eventuella optiska fel kompenserades i viss mån av de stora negativformaten, liksom även grynigheten i filmens emulsion, som begränsade skärpan. Dessa kan till exempel vara så kallade sfäriska linsfel eller kromatiska linsfel, det vill säga sfärisk respektive kromatisk aberration.

## 1900-talet

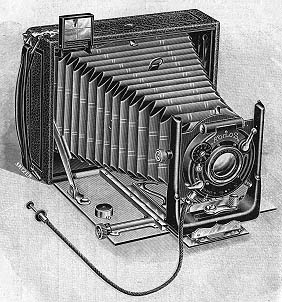
En s.k. bälgkamera från 1907.

Den svartvita filmens utveckling tog fart när ytterligare sensibiliseringsämnen hittades. Pankromatisk film, som introducerades 1902, är känslig även för rött ljus och svenska flaggans kors blev nu ljusare på bilderna än den blå bakgrunden. Fotograferna fortsatte dock att använda ortokromatisk film, eftersom de skålframkallade sina bilder i rött ljus. De tidiga amatörerna, som hade lådkameror eller bälgkameror, kontaktkopierade sina negativ.
Det rödkänsliga skiktet var ett betydelsefullt framsteg, eftersom det blir möjligt att genom filterseparation göra färgbilder. Sedermera utvecklades även infrarödkänslig film. 
Hasselblads butikskedja från 1909 hade generalagenturen för Kodaks produkter. Viktor Hasselblad skulle senare efter andra världskriget utveckla en mellanformatskamera som blev en professionell storsäljare, kallad bladare eller Hasselblad. Mellanformat kallas kameror som med 120-film ger negativ av storleken 6x6, 6x7, 6x9 och (något senare) 6x4,5  cm. Dessa negativformat var vanliga amatörformat, innan småbildskamerorna blev dominerande i amatörsektorn.
Idag är dessa format endast vanliga bland professionella fotografer och avancerade amatörer. Det beror på de stora kraven som tryckerier i vissa fall ställer när de trycker i stort format på fint papper med hög upplösning. De riktigt stora kamerorna kallas storformatare och negativformat större än 9x12 cm är idag extremt ovanligt. Storformatarna laddas med bladfilm, men glasplåtar finns fortfarande – när man gör grafiska mätningar på ett fotografi är glas stabilare än film. Storformatskamerorna har sina rötter i tidiga professionella kameror.
Se vidare storformatskamera och bälgkamera
Betydligt mera praktisk är systemkameran för småbild och när Kodak Tri-X 400 ISO-film kom 1956, kunde pressfotografer ta bilder i skymning utan blixt. Det dröjde sedan nästan trettio år innan motsvarande färgnegativ film introducerades. Det blev också viktigt för dokumentärfotografer att ha ljusstarka objektiv. Normaoptik med ljusstyrka 1:1,2–1:1,4 blev nära nog standard. Dagens zoomobjektiv har oftast lägre ljusstyrka på grund av sitt stora brännviddsomfång och komplicerade konstruktion.
1929 uppfanns blixtlampan av Osram och 1936 uppfann Harald Edgerton elektronblixten. Det kom dock att dröja länge innan kamerablixtarna fick ett format, ett pris och en vikt som gjorde dem attraktiva för amatörfotografer.

## Färgfotografi

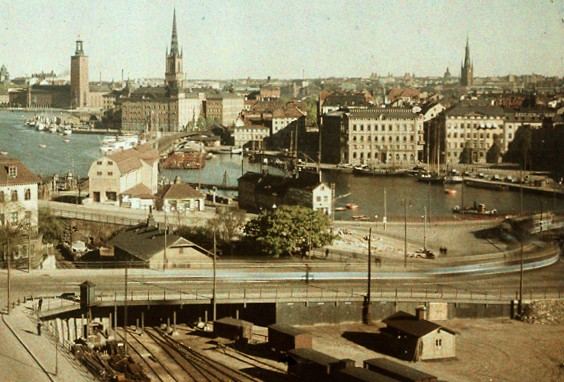
Autochrome av Slussen 1928. Fotograf G.W. Cronquist.

Kodak, Ilford, Agfa-Gevaert och färgfotografi under seklets början.
Bröderna Lumière utvecklar Autochrome, en fotograferingsmetod som använder färgade stärkelsekorn på glasplåtens filmemulsion för att filtrera ljuset (jämför med färgtevebildrörets fosforpunkter i tre grundfärger). Marknadsföringen skedde 1907. Glasplåten omvändningframkallades vilket gav ett stordiapositiv. Polaroid utnyttjade långt senare denna metod för en diafilm vid namn Polachrome, vars filmbas var försedd med mikroskopiska röda, gröna och blå färgränder längs filmen. Dessa metoder kallas additiv färgblandning och bygger på grundfärgerna rött, grönt och blått (RGB). Men färgfilmsutvecklingen tar en annan väg – den utvecklas enligt den subtraktiva färgblandningsmetoden. Denna bygger på komplementfärger, alltså vitt ljus minus en grundfärg, cyan, magenta eller gul. Dessa färgkänsliga lager ligger gjutna i skikt på filmbasen som ett slags ljuskänslig sandwich.
1932 presenterade Agfa sin första Agfacolorfilm som fortfarande byggde på autochromemetoden. Kodachrome var en diapositivfilm, utvecklad av Leopold Mannes och Leo Godowsky 1935. Den saknar färgkopplare i emulsionen som då kan gjutas tunnare på filmbasen vilket ger en skarpare färgfilm. 1936 introducerades Agfacolor Neu film, en diafärgfilm som har färgkopplingsämnena inbakade i tre emulsionsskikt, ett för varje grundfärg. Skärpemässigt var den sämre än Kodachrome men i gengäld enklare att framkalla.
Lanseringen av Agfas färgfilm kom dock att fördröjas av andra världskriget, och när den blev tillgänglig i slutet av 1940-talet hade Kodak redan hunnit presentera sin negativa färgfilm Kodacolor.
Ektachrome är en snarlik variant på Agfacolor som introduceras 1946 av Kodak. Filmerna skiljer sig åt i hur färgkopplingsämnena förankras i emulsionen. Förbättringar har gjorts i filmemulsionen som minskar skärpeskillnaderna mellan Ektachrome och Kodachrome-film, men det var Fuji som först presenterade sin skarpare Velvia-film. Diapositivfilmer tillverkas i en dagsljus- och två konstljusversioner.

## Instamatic och färgnegativ film

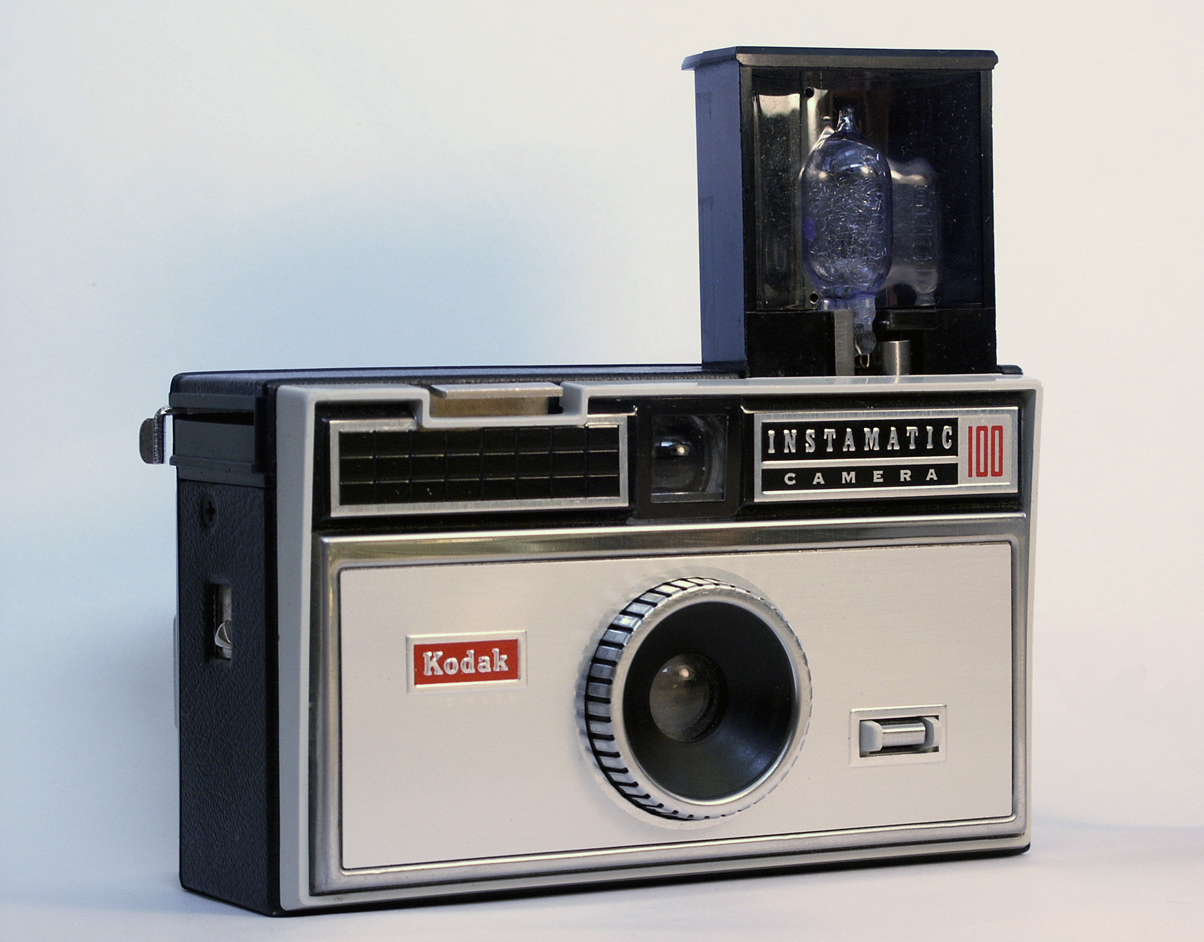
Instamatic 100, (med blixt) en av de första Instamatickamerorna

Instamatic är helt enkelt en lådkamera i miniatyr med färgkorrigerad lins och blixt. Kameran Instamatic 50 lanserades 1963 och fotolabben gick nu genomgående över till färgkemi. Instamatic hade en egen 126-filmkassett. Sedermera kommer det mindre 110-systemet, en "spion-variant". Nu blev det billigt med färgfotografi.
1972 presenterade Kodak sin Pocket Instamatic, en miniatyrkamera som lätt rymdes i fickan.
Edwin Land  var en unik företagare med nära relation till fotokemiforskningen. Han grundade företaget Polaroid för att sälja sitt eget patent från 1946 och Polaroidkameran kom på marknaden 1948. Land utvecklade 1963 en färgfilm som framkallades inuti kameran på 50 sekunder. Tio år senare, 1973, utvecklade han självframkallande positiva fotografier. Den stora kommersiella framgången gällde passfoto och dokumentation, där direktbildsystemet gav många fördelar. Direktbilder, liksom hela den analoga bildsektorn, är inte lika lätta att manipulera som digitalfotografi, vilket ger stora juridiska fördelar.
En annan intressant metod för framställning av positiva fotokopior var Ilfochrome (tidigare Cibachrome) som var ett system för högklassiga storkopior och stordia i färg, utvecklades av Ciba-Geigy-koncernen i Basel på 1960-talet. Ilford övertog utvecklingen av processen, och ändrade namn till Ilfochrome. Ciba-papperskopiorna och storbildsdiorna färgändras inte av ålder, vilket är vanligare för vanlig färgfilm. Azofärgämnen används som är mycket stabilare jämfört med färgämnena i andra framkallningsmetoder. Ilfochromen troddes ha stor framtid som dokumentationsmedium men användes mest av fotoamatörer under slutet av sjuttiotalet. Idag satsar Ilfochrome på den digitala marknaden, som då får ett åldersbeständigt material.
Väl framkallat, fixerat och sköljt svartvitt fotomaterial är dock mycket mer åldersbeständigt än de vanligaste typerna av färgfilm och kopior, som vi får från fotolabben idag, eftersom den svartvita bilden består av metalliskt silver.

## Systemkamerorna

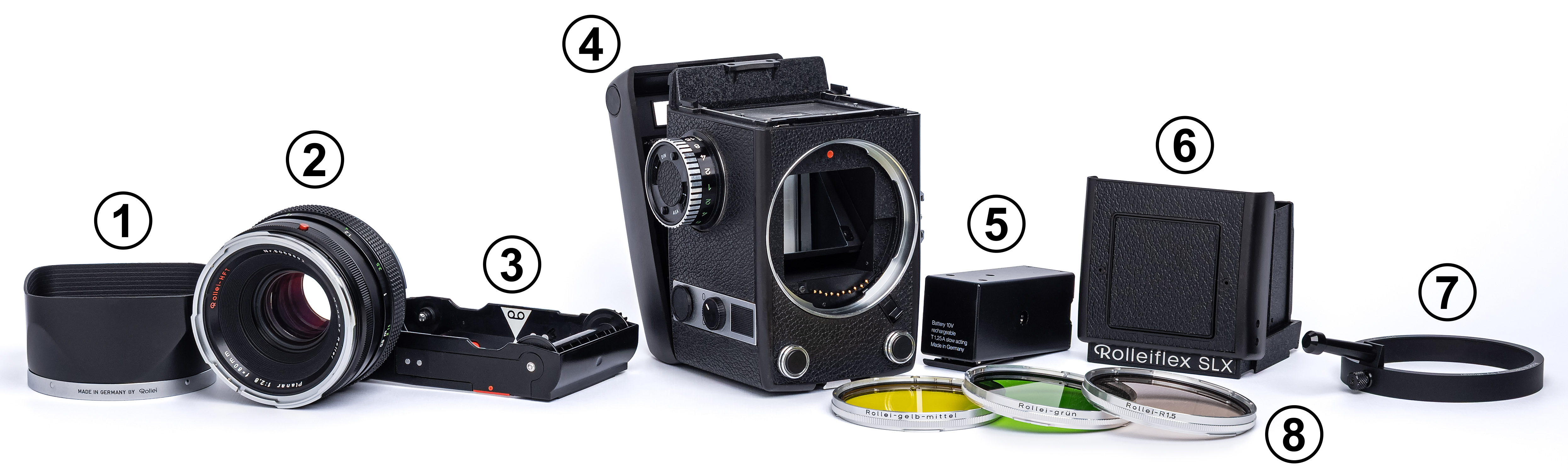
Rollei systemkamera, 1976. 1. linsskydd, 2. objektiv, 3. filmhållare, 4. kamerahus, 5. batteri, 6. sökarskydd, 7. snabbfokusring, 8. filter.

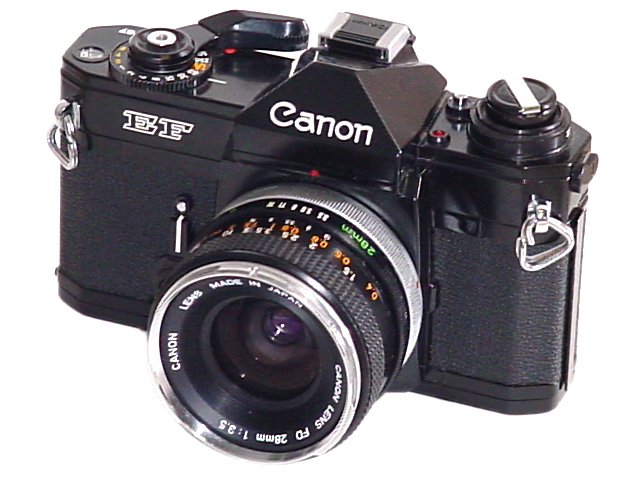
Spegelreflexkamera (SLR): Canon EF.

1950-talets pressfotograf var ofta försedd med en Rolleiflex tvåögd spegelreflexkamera, ofta med vidhängande fotoblixt. Kamerans stora nackdel var att det inbyggda normalobjektivet inte kunde bytas ut som på en systemkamera.
Normalobjektivets teoretiska brännvidd brukar anges som diagonalen på negativet. För 24x36mm småbildsnegativ skulle det motsvara 43 mm, men i praktiken anses 50 mm som normalobjektiv. Att småbilden blev populär har optiska och praktiska orsaker.
De professionella spegelreflexkamerorna med ridåslutare kom under samma tidsepok som Leicas klassiska ridåslutarkamera med mätsökare. Den är en av få mätsökarkameror som har utbytbara objektiv. Spegelreflexkamerorna blev under 60-talet automatiska i flera steg med självåtergående spegel och pentaprisma med exponeringsmätare, där fotoinformationen syns i sökaren. Ljusmätningen sker senare vid full bländaröppning med en anordning i bajonetten som överför information från objektivets bländarring. Livet blev lättare för fotografen, som tidigare gjorde separat exponeringsmätning och sedan ställde bländare och slutartid på kameran.
På 1970-talet kom också zoomobjektiv som hade hög kvalitet. På bara några år minskade försäljningen av fasta objektiv till en femtedel.
Ett problem med de tidiga zoomobjektiven var utpräglad tunndistorsion i vidvinkelläge (en fyrkant såg ut som en tunna; i teleläge blev det tvärtom – en rektangel avbildades som en kudde vilket kallades kuddistorsion). Ljusstyrkan brukade avta i kanterna på bilden i synnerhet i vidvinkelläge. Datoruträknade zoomobjektiv håller i dag hög kvalitet, med bättre glas och asfäriska linselement.
Leica, Nikon och Canon producerade de dominerande professionella småbildskamerorna i den industrialiserade världen.

## Bildtidningarnas död

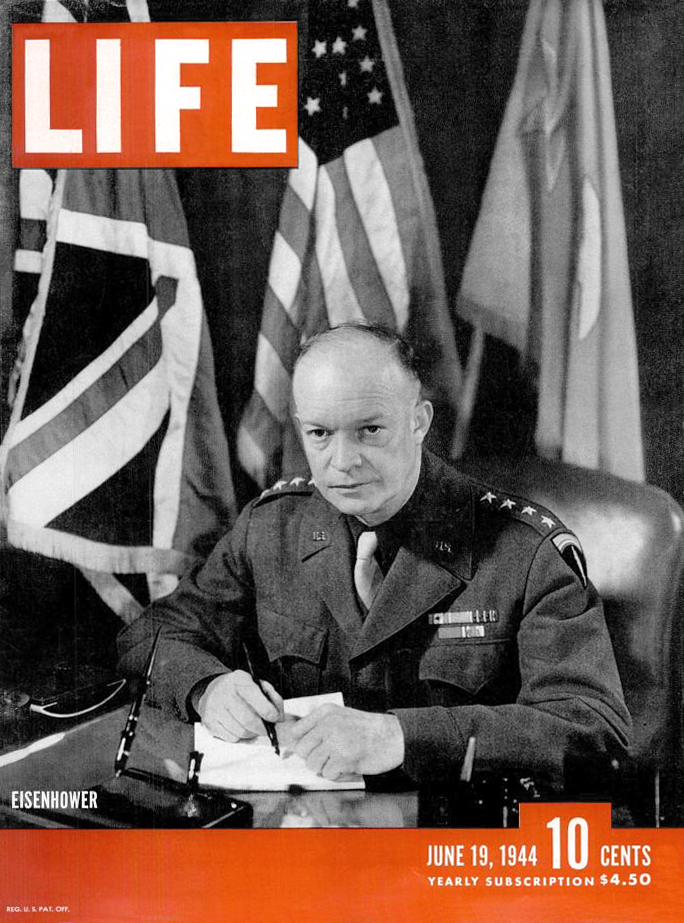
Bildtidningen LIFE, 19 juni 1944.

Under bildjournalistikens stora år, 1930-talet till 1950-talet, byggdes många tidningar upp på fotografier som huvudtema.  En del fotografer blev internationella kändisar såsom Robert Capa under bildtidningarnas gyllene år. Konkurrens med dagsaktuella bilder från televisionen ledde till att flera stora bildmagasin hamnade i kris. Tidningarna Life, Bildjournalen och Se gick i graven.
Den klassiska bildjournalistiken fortsätter numera i en del bokpublikationer som bygger på teman och händelser. Inom området natur och landskapsfoto är dessa böcker vanligt förekommande. För övrigt är tidningspublikationer ovanliga som bygger på mycket bilder och lite text.
Yrket som fotograf utsattes för mera förändringar under sjuttiotalet. Det höjdes röster för en högskoleutbildning för fotografer, då bildjournalistik, fotokonst och dokumentation ansågs viktiga. Fotografi har även andra marknader såsom AV-TEKNIK. En högskoleutbildning för fotografer inrättades sedermera på Göteborgs universitet. Kvantitet omvandlas i kvalitet när de allt färre fotograferna får möjlighet till högskolestatus. Tidigare byggde fotografyrket ofta på ett lärlingsförfarande. Det gällde att börja i mörkrummet hos en fotograf och lära sig förstoringsapparaten och skålframkallning. Den som hade tur kunde exempelvis börja hos Atelje Uggla i Stockholm och bli en känd fotograf. Fotografyrket har betydligt fler sidor och många fotografer arbetar i nära anslutning till företag, stiftelser, föreningar och institutioner.

## Folkkameran blir elektronisk
Tidigt 1980-tal.

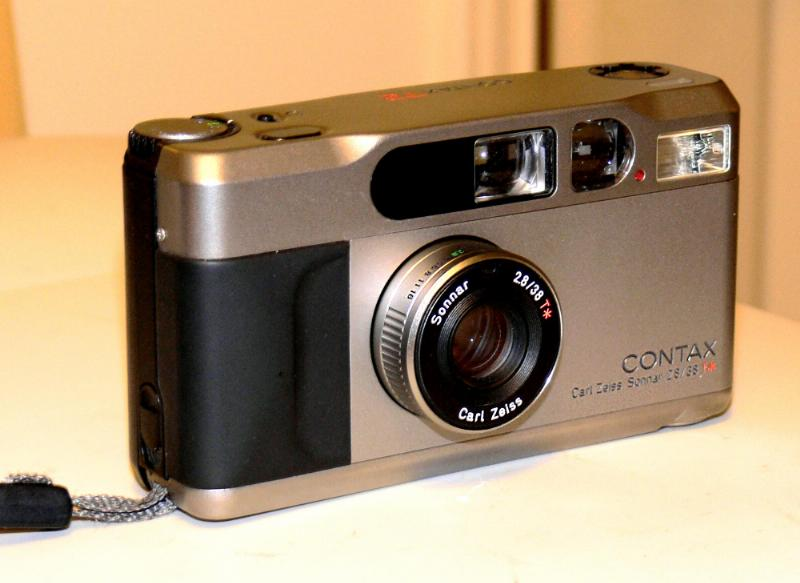
Contax T2, kompaktkamera för 135-film med autofokus och val mellan automatisk eller manuell exponeringstid. Cirka 1990.

Filmens skärpa ligger i silverkornens storlek och  struktur. Kodak presenterade sin T-kornsteknolog och skarpare svartvita filmer blev resultatet, men de första svartvita filmerna som bygger på färgfilmskemi tillverkas också. Ilfords XP1 framkallas exempelvis i C41-processen för negativ färgfilm. Nu försvann dagstidningarnas mörkrum, då alla typer av film gick genom en framkallningsmaskin. Fotografyrket fick sig en ny törn när elektroniska chips och autofokus byggdes in i kompaktkamerorna så att tekniskt ointresserade kunde hantera även en avancerad kamera. Programautomatik ersatte mycket av yrkeskunnandet om bländare, skärpedjup och exponeringstider.
Journalisten behövde vanligtvis ingen fotograf för det lilla reportaget – han laddade filmen i kameran själv med hjälp av inbyggt servo och DX-kodad 35 mm småbildsfilm. Kameran ställdes in automatiskt för rätt känslighet i ASA. I fotolabbet hade digital bildbehandling pågått en längre tid. Filmen skannades och vi har haft en digital osynlig process som inte har synts på bilden.
Dessa kompaktkameror slog ut Instamatics 126-kassett som bästsäljare med hjälp av mycket högre bildkvalitet och större urval av filmsorter för svartvitt, färgkort och diabilder.

## Den digitala revolutionen

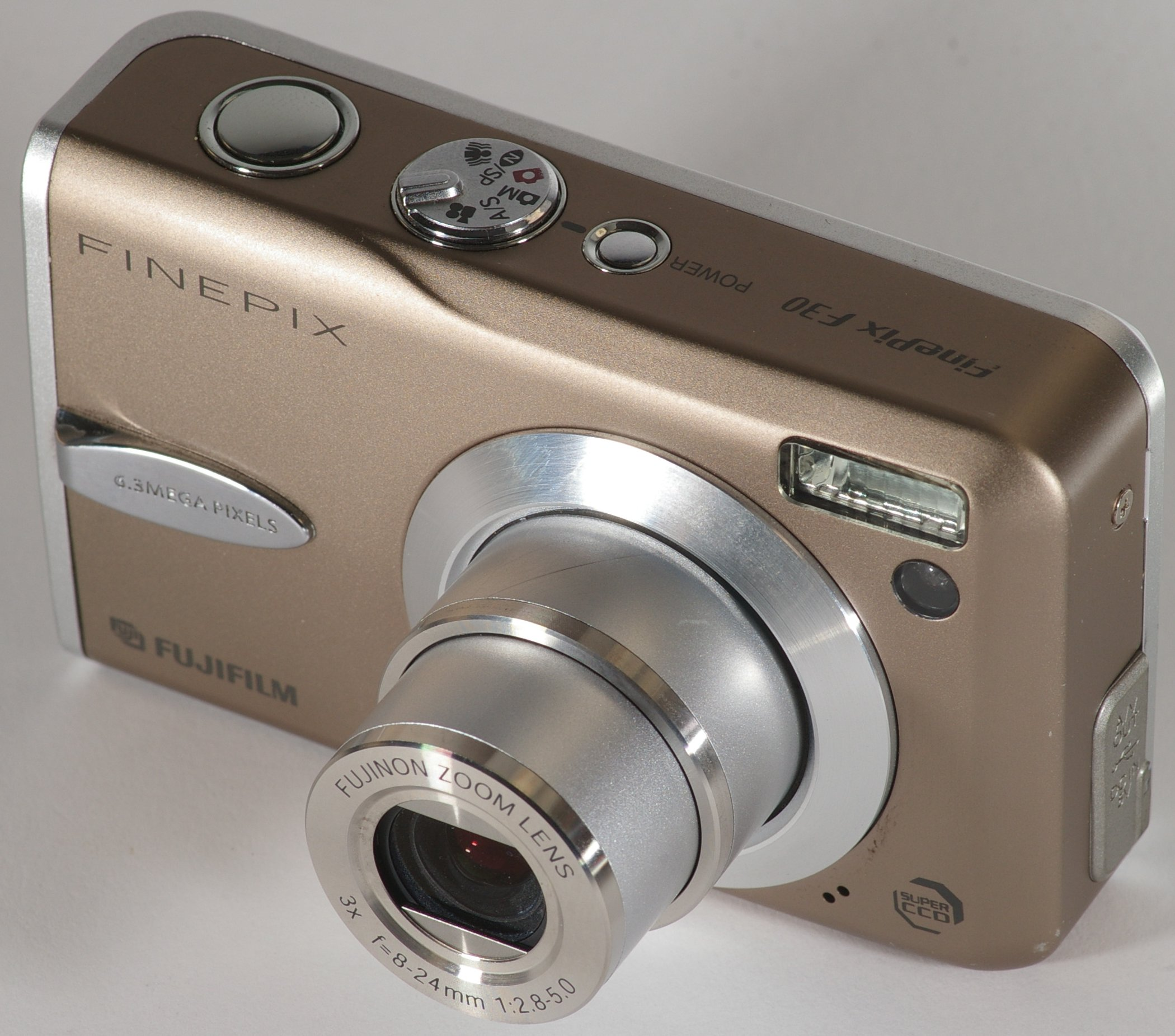
Fuji kompakt digitalkamera.

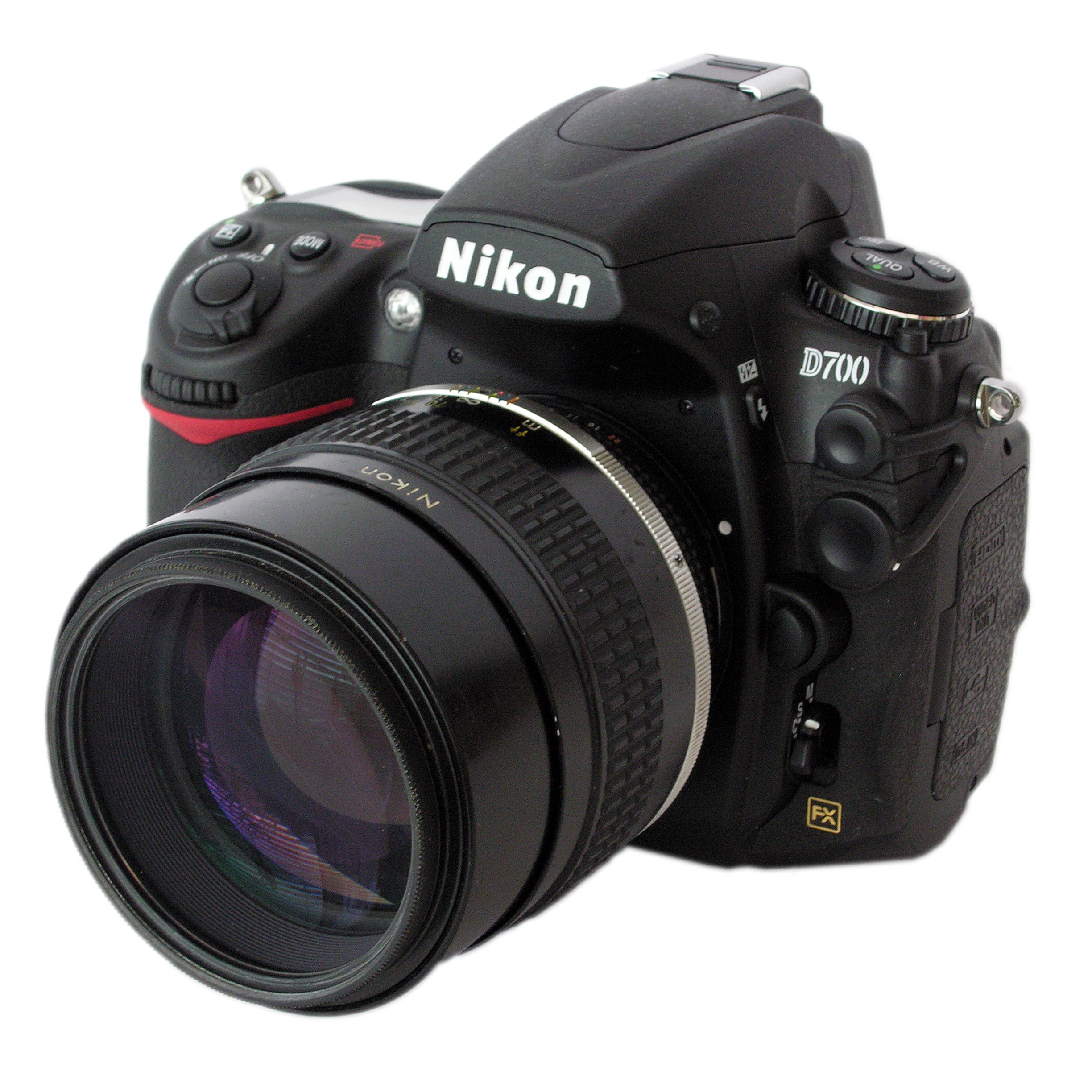
Digitala systemkameran Nikon D700.

Inom astronomin kompletterades tidigt teleskopets kamera med en stor digital bildsensor, exponeringstiderna kortades och teleskopen kunde användas effektivare. Röntgenutrustning saknar sedan länge film och ögonbottenfotografering liksom mycket annat sker idag digitalt på sjukhusen. Våra filmer kunde röntgas på flygplatserna fram till den 11 september, utan att bli förstörda.
Hela amatörfotosektorn bygger i dag på digital fotografering och bildbehandling, liksom huvuddelen av den professionella sektorn. Det gäller även krävande områden som modefotografering i studio, sportfotografering och pressfoto.